# Teodato Ipato

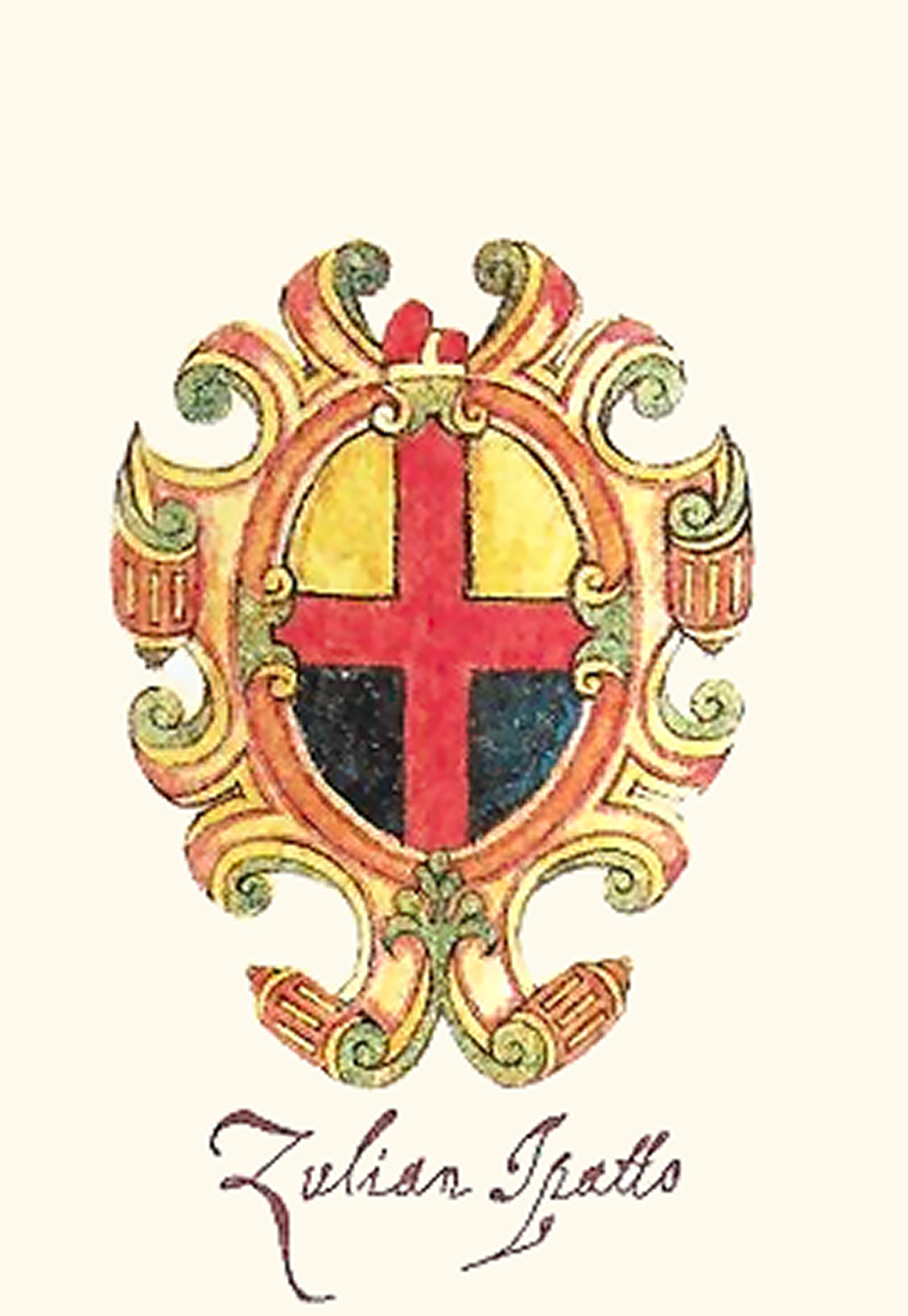
Wapenschild van doge Teodato Ipato

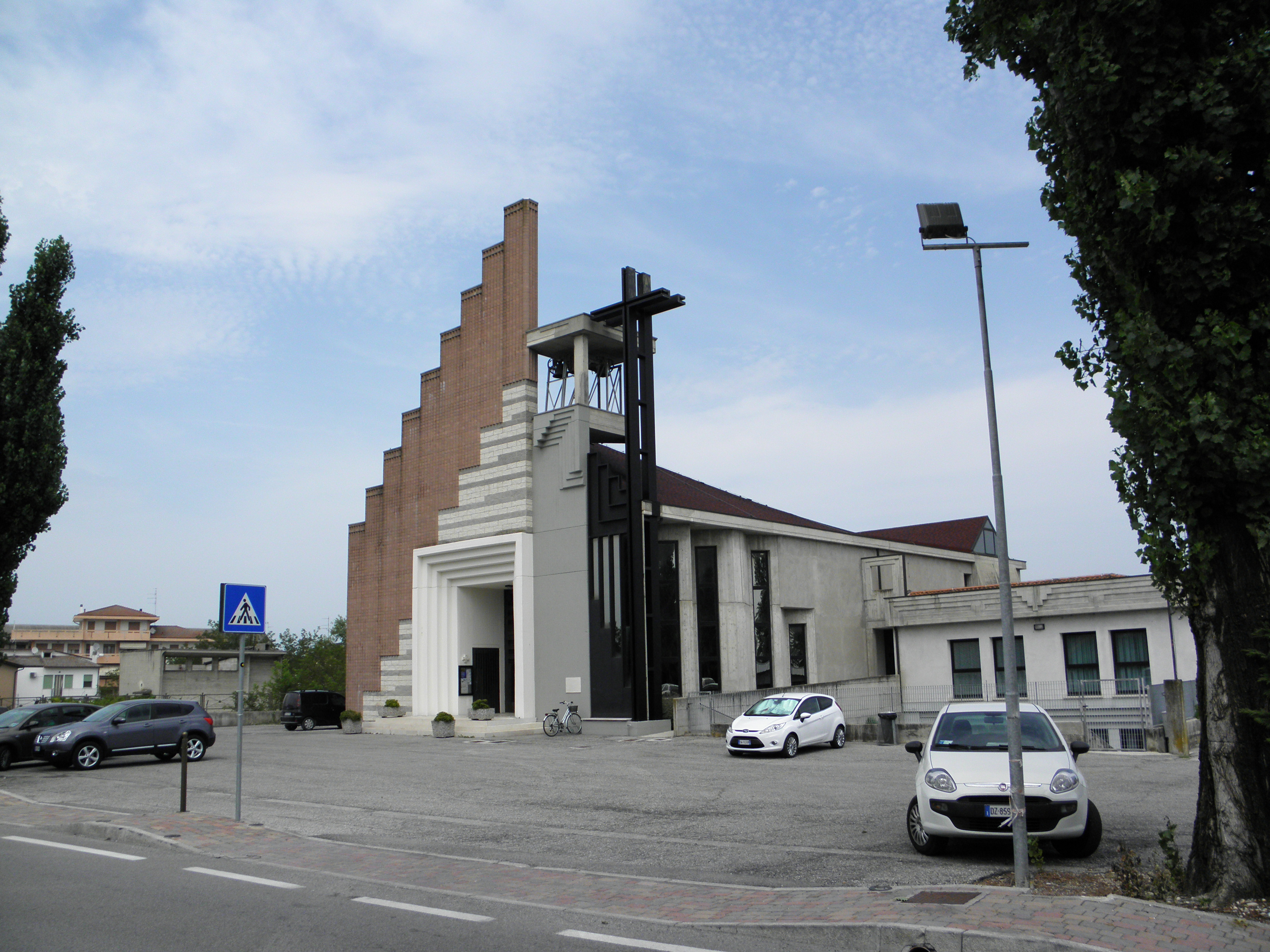
Brondolo, een wijk in Chioggia (metropolitane stad Venetië)

Teodato Ipato (Venetië, begin 8e eeuw – aldaar, na 737) was de 4e doge (742-755) van de republiek Venetië, in een tijdperk dat de republiek onder voogdij van het keizerrijk Byzantium stond. Ipato is een Byzantijnse eretitel, in het Latijn hypatos of consul.

## Levensloop
Teodato was een zoon van doge Orso Ipato, doge in de jaren 726-737. Zijn vader was in opstand gekomen tegen de keizer van Byzantium, op aanstoken van paus Gregorius II, die in de iconoclastencrisis partij trok tegen de keizer. Later wisselde zijn vader van kamp en verzoende zich met de keizer. Dit leverde zijn vader de titel van ipato op. Na de moord op Orso Ipato (737) besliste de exarch van Ravenna, de hoogste Byzantijnse vertegenwoordiger in Italië, dat Venetië het zonder doge moest stellen. In de plaats kwam er een veldheer, een militair dus, verkozen voor één jaar. Deze veldheer kreeg de titel Magister Militum Hadriae. De eerste twee magisters militum waren boswachters. Hiermee duwde de exarch van Ravenna de aristocraten van Venetië naar de achtergrond.
Het verwonderde heel Venetië dat de derde magister militum (voor het jaar 740) Teodato was, zoon van de laatste doge en aristocraat. Teodato bouwde het leger van Venetië uit en richtte het fort Torre di Bebe op, aan de meest westelijke uithoek van de Republiek Venetië. 
Twee jaar later, en twee magisters militum later, greep Teodato de macht (742). Teodato eigende zich de titel doge toe, wat een blamage was voor de exarch van Ravenna. Doch de machtsbasis van de Byzantijnen in Ravenna en in de hele Romagna stortte in. De Byzantijnen konden niet stand houden tegen de invallende Longobarden. Keizer Leo III van Byzantium verloor dit gebied aan de Longobarden. Nochtans bleef doge Teodato van Venetië trouw aan Byzantium; in de dertien jaren van zijn bestuur kwam hij nooit in opstand, in tegenstelling tot zijn vader. De keizer beloonde Teodato met de titel ipato of consul van Venetië. In de feiten was Venetië een hertogdom onafhankelijk van Byzantium. Het was Teodato’s verdienste dat het leger goed uitgebouwd was.
Giovanni Diacono en andere kerkelijke kroniekschrijvers schreven aan Teodato Ipato een belangrijke verwezenlijking toe: de stichting van de abdij van Brondolo in Chioggia, nabij Venetië. De reden voor de stichting was echter militair. Het was, naast Torre di Bebe, belangrijk nog een fort te bezitten op de rivier Brenta, ter verdediging tegen Longobarden, maar ook tegen de oprukkende Franken. Het is goed mogelijk dat dit fort hem bescherming moest bieden bij een eventuele burgeroorlog in Venetië zelf. Een aanval van Longobarden kwam er niet want Teodato sloot een bestand met hen.
Ondanks deze successen broeide er een opstand tegen Teodato. Door toedoen van Galla Gaulo werd Teodato het slachtoffer van een staatsgreep. Teodato’s ogen werden uitgestoken en hij werd afgezet (755). Galla Gaulo werd vervolgens de 5e doge van Venetië.